# Hollywood (Alabama)
Hollywood è un comune (town) degli Stati Uniti d'America ed è capoluogo della contea di Jackson nello Stato dell'Alabama. La popolazione era di 1,000 persone al censimento del 2010. Hollywood è un sobborgo di Scottsboro, il capoluogo di contea. La città è sede della non completata centrale nucleare di Bellefonte della Tennessee Valley Authority. Nel 2012, la TVA ha dichiarato che un reattore nucleare potrebbe essere online nel 2018.

## Geografia fisica
Hollywood è situata a 34°43′01″N 85°57′56″W (34.716960, -85.965689).
Secondo lo United States Census Bureau, ha un'area totale di 8,9 miglia quadrate (23,1 km²).

## Storia
Originariamente fondata come Samples il 14 dicembre 1883, cambiò nome in Hollywood il 13 maggio 1887. Venne formalmente incorporata il 24 marzo 1897, e le prime elezioni si tennero l'8 giugno dello stesso anno.
Nel 1994, essa e altri 10 luoghi chiamati Hollywood combatterono con successo con Hollywood in California, nel tentativo di forzare le comunità con lo stesso nome di cambiare nome perché non pagarono i diritti ad essa. Un punto chiave di Hollywood in Alabama è che è stata la prima Hollywood incorporata della nazione, mentre invece quella in California non fu incorporata fino al 1903, 6 anni dopo quella dell'Alabama, e successivamente si fuse nella città di Los Angeles nel 1910.

## Società

### Evoluzione demografica
Secondo il censimento del 2000, c'erano 950 persone.

### Etnie e minoranze straniere
Secondo il censimento del 2000, la composizione etnica della città era formata dall'80,63% di bianchi, il 16,32% di afroamericani, lo 0,32% di nativi americani, lo 0,11% di altre razze, e il 2,63% di due o più etnie. Ispanici o latinos di qualunque razza erano lo 0,42% della popolazione.